# Luftbremskopf

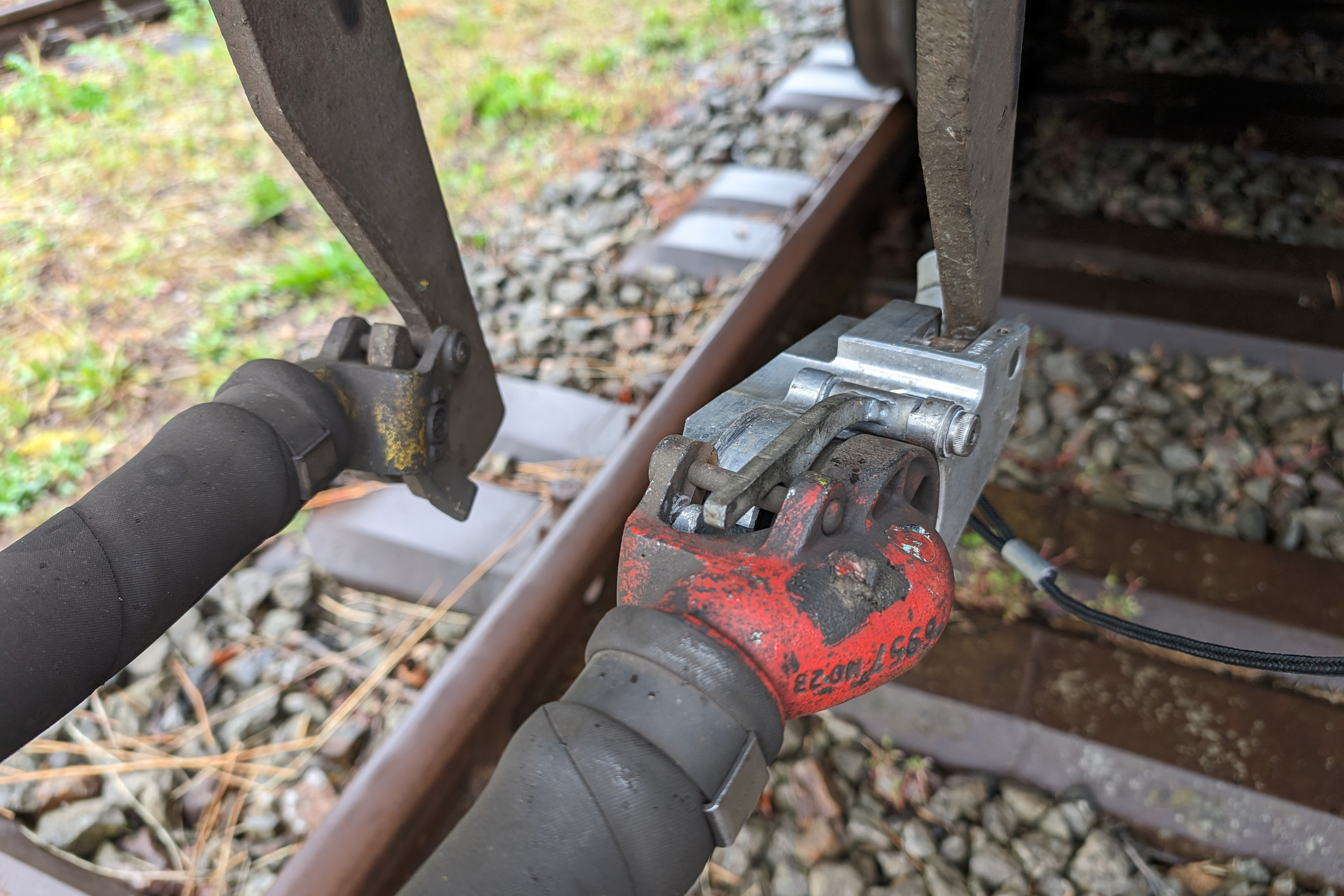
Detailansicht eines Luftbremskopfes, angeschlossen an der Hauptluftleitung eines Reisezugwagens

Der Luftbremskopf (auch Bremshilfsgerät genannt) ist ein Rangiermittel, das es ermöglicht, geschobene Zug- oder Rangierfahrten durch einen Betriebseisenbahner an der Spitze der Fahrt zum Halten zu bringen.

## Aufbau des Luftbremskopfes

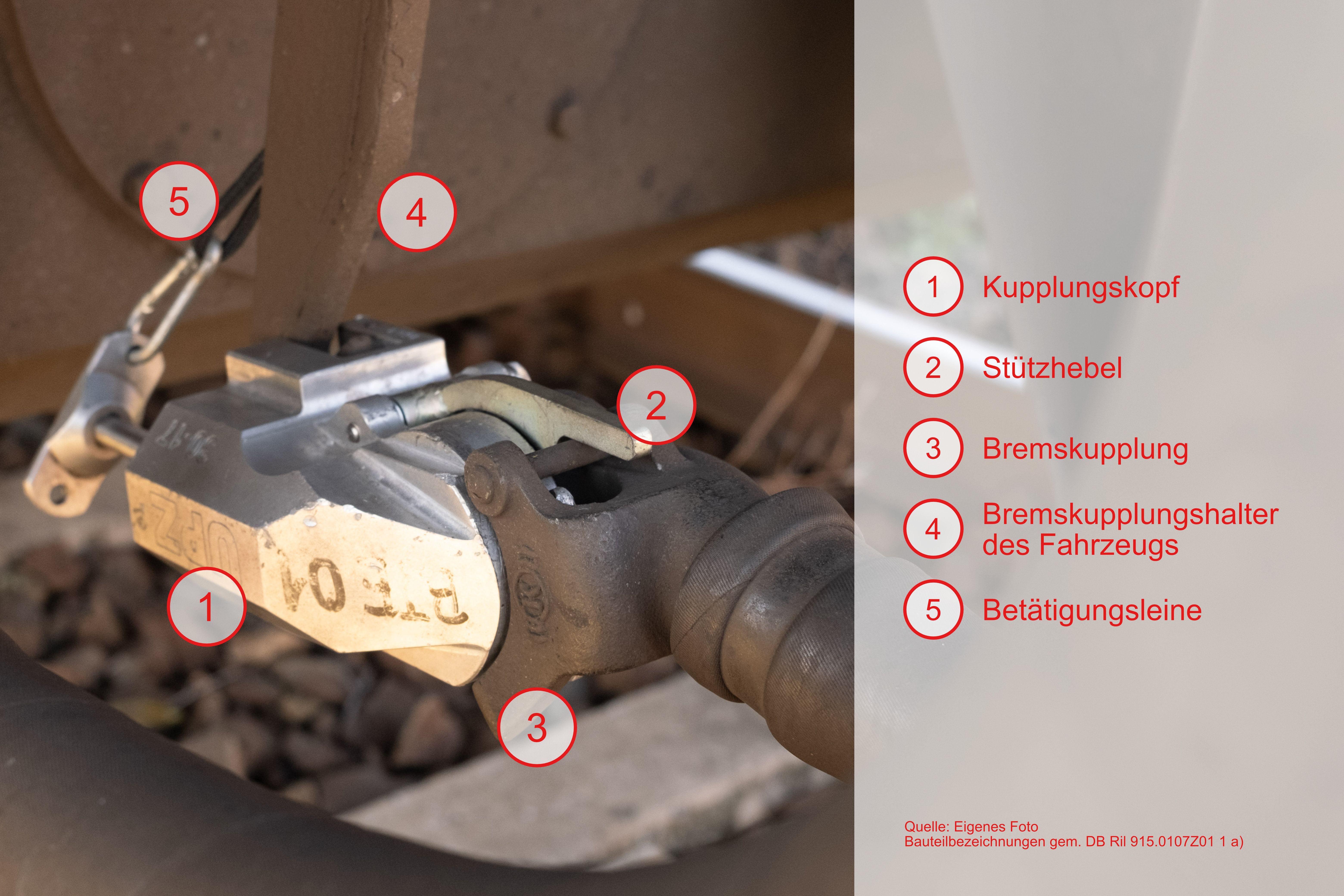
Bauteile des Luftbremskopfes

Der Luftbremskopf besteht im Wesentlichen aus:
- einem Bremskupplungskopf
- einem Ventil mit Notbremsstellung, an dem eine Betätigungsleine angebracht ist
- einer Halterung, mit der der Luftbremskopf am Bremskupplungshalter am Fahrzeug eingehängt wird
- ein drehbarer Stützhebel mit Anschlagnase

## Luftbremskopf im Betrieb

### Anbringung des Luftbremskopfes
Vor der Anbringung des Luftbremskopfes wird der Triebfahrzeugführer darüber verständigt, dass selbiger angebracht und die folgende Fahrt mit Luftbremskopf durchgeführt wird.
Der Luftbremskopf wird vor der Benutzung durch den anbringenden Mitarbeiter auf korrekte Funktion geprüft. Dazu wird die Freigängigkeit des Ventils in beide Richtungen sichergestellt, und ob die Schnellbremsstellung in beiden Richtungen einrastet und eingerastet bleibt.
Anschließend wird der Luftbremskopf an den Kupplungskopf der Hauptluftleitung des fortan führenden Fahrzeugs angeschlossen, mit dem Stützhebel gegen Verdrehen gesichert und in die Halterung am Wagen eingehängt. Die Halterung am Luftbremskopf ist so angelegt, dass der Luftbremskopf fest in der Halterung am Wagen ruht und nicht verdreht werden kann.
Die Betätigungsleine wird so zum Standplatz des Betriebseisenbahners gelegt, dass sie sich nirgendwo verheddert.
Nun wird der Luftabsperrhahn der Hauptluftleitung geöffnet.
Abschließend folgt eine Funktionsprüfung, indem die Hauptluftleitung durch Betätigung des Luftbremskopfes für etwa 5 Sekunden lang entlüftet wird. Dabei muss der Triebfahrzeugführer einen Druckabfall in der Hauptluftleitung feststellen.

### Wirkweise des Luftbremskopfes
Der Luftbremskopf wirkt wie ein sehr vereinfachtes und grob zu bedienendes Führerbremsventil. Durch das Ziehen an der Betätigungsleine wird das Ventil geöffnet und die Hauptluftleitung entlüftet.
Der Betriebseisenbahner an der Spitze der geschobenen Fahrt kann die Intensität der Bremsung dosieren, indem er mehr oder weniger stark an der Leine zieht und damit entsprechend viel oder wenig Luft aus der Hauptluftleitung lässt. Das federbelastete Ventil schließt bei Verringerung der Zugkraft auf der Betätigungsleine selbstständig.
Zieht der bedienende Betriebseisenbahner die Leine bis zum Anschlag durch, rastet das Ventil in der Notbremsstellung ein und die Hauptluftleitung wird vollständig geöffnet und vollständig entlüftet. Das Ventil muss dann zum Lösen der Bremsen von Hand wieder geschlossen werden.
Durch das Entlüften der Hauptluftleitung mittels Luftbremskopf legen die Bremsen der selbsttätig wirkenden Druckluftbremse also an.

### Anwendung im Betrieb

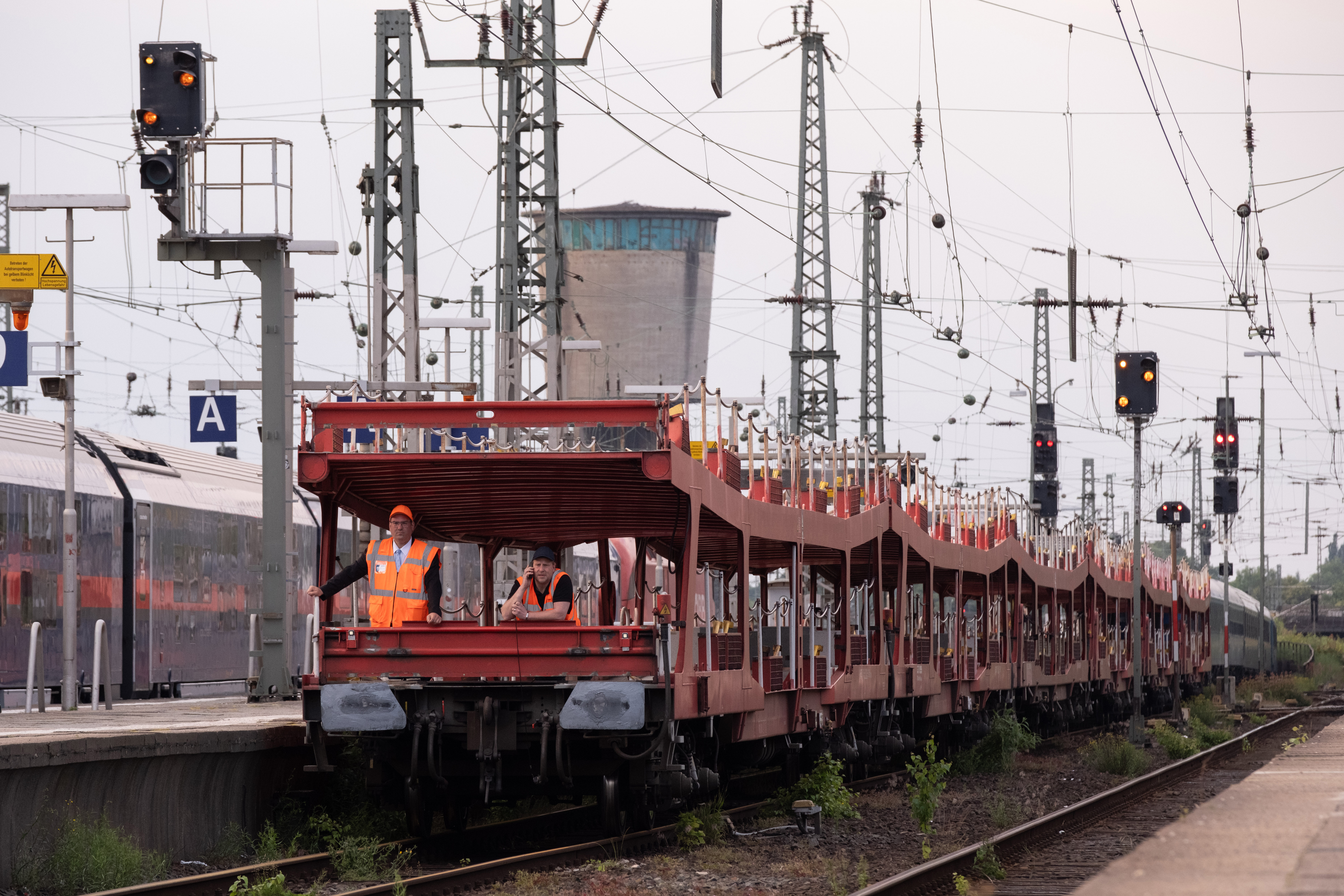
Durchführung des Langenfelder Verfahrens mit Luftbremskopf

In der Regel reguliert der Triebfahrzeugführer während der geschobenen Zug- oder Rangierfahrt die Geschwindigkeit gemäß der Fahraufträge vom Betriebseisenbahner an der Spitze.
Bricht beim Rangieren mittels Handzeichen die Sichtverbindung oder die Funkverbindung zwischen Triebfahrzeugführer und Betriebseisenbahner an der Spitze der Fahrt ab und der Triebfahrzeugführer hält in Folge nicht selbstständig an, führt der Betriebseisenbahner an der Spitze eine Notbremsung durch. Auch bei Gefahr, z. B. durch Personen oder Gegenstände im Gleis, ist analog zu handeln. Bemerkt der Triebfahrzeugführer eine Bremsung mittels Luftbremskopf, hat er diese zu unterstützen.

#### Zielbremsung mittels Luftbremskopf

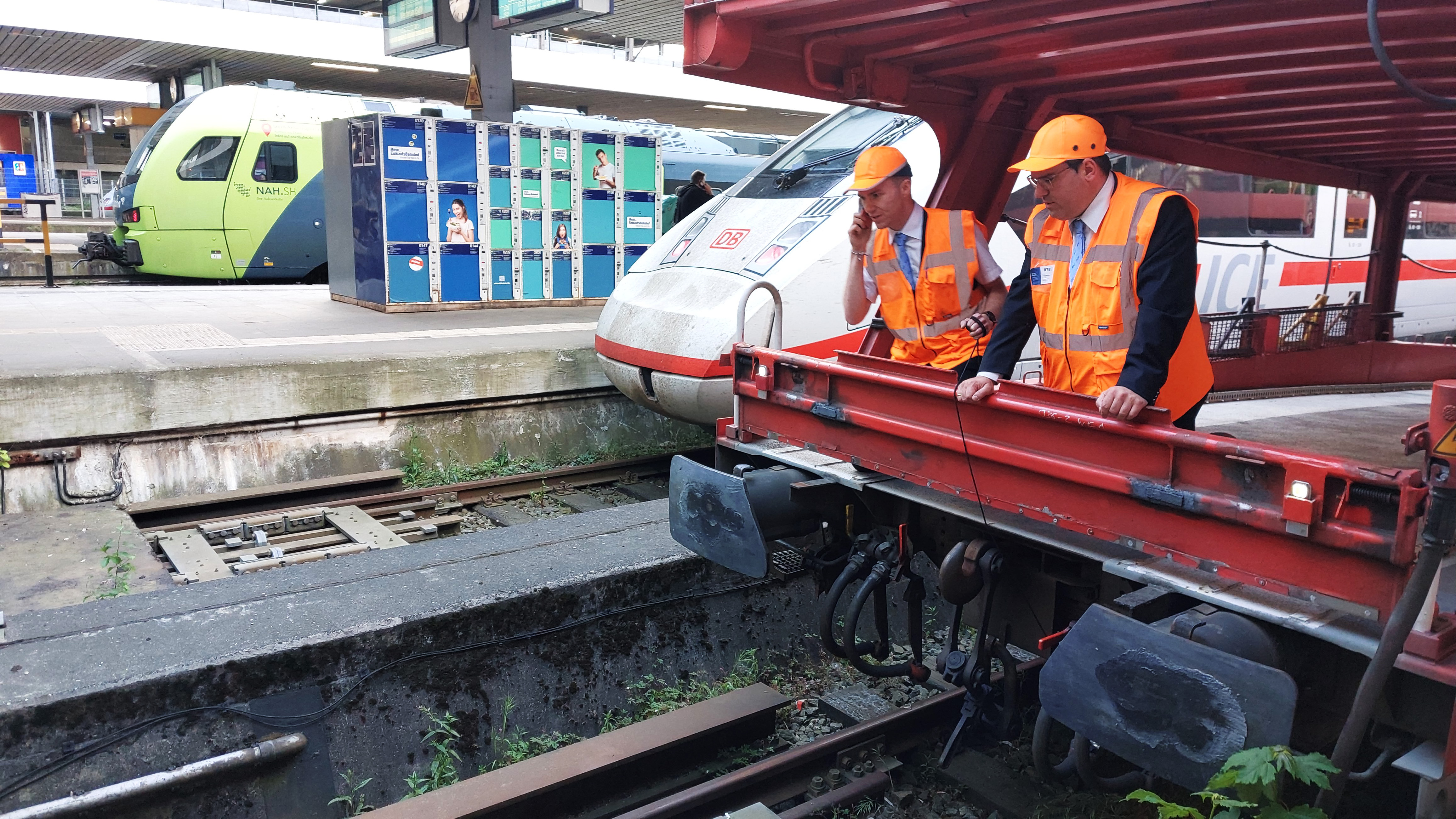
Zielbremsung im Rahmen des Langenfelder Verfahrens mittels Luftbremskopf. Ausbildungssituation mit Ausbilder (rechts) und Schüler, der die Fahrt führt und die Betätigungsleine des Luftbremskopfes in der Hand hält.

Wenn es in den örtlichen Zusätzen gestattet ist, dann kann auch eine punktgenaue Zielbremsung mittels Luftbremskopf durchgeführt werden. Dazu bringt der Triebfahrzeugführer an einem vorher bekanntgegebenen Punkt, z. B. nach der Ansage „noch zwei Längen bis zum Prellbock“, das Führerbremsventil in Mittelstellung, sodass die Hauptluftleitung nicht mehr nachgespeist wird. Der Betriebseisenbahner an der Spitze der Fahrt führt dann die Zielbremsung durch.

### Notwendigkeit
Ob ein Luftbremskopf verwendet werden muss, ist in den örtlichen Zusätzen oder im betrieblichen Regelwerk des jeweiligen Eisenbahnverkehrsunternehmens vorgeschrieben.
Zwingend wird ein Luftbremskopf in folgenden Situationen angewendet:
- beim Rangieren im Baugleis oder im gesperrten Gleis im Bahnhof, wenn Beschäftigte gewarnt werden müssen[7]
- bei geschobenen Zugfahrten im Rahmen des Langenfelder Verfahrens[8]